# Critics’ Circle Theatre Award/Vielversprechendster Newcomer

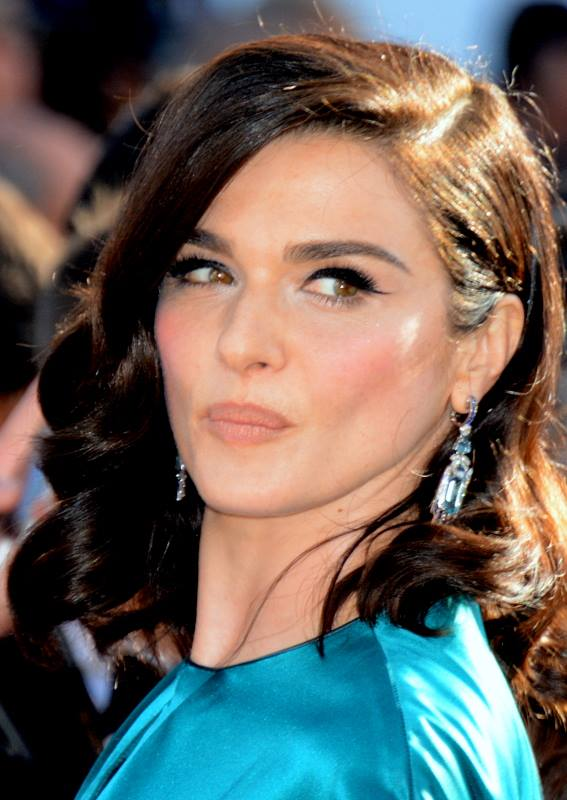
Rachel Weisz (2015)

In der Kategorie Vielversprechendster Newcomer (Most Promising Newcomer), die nicht an Autoren vergeben wird, wurden zwischen 1989 und 1995 folgende Critics’ Circle Theatre Awards vergeben.
- 1989: (geteilt) Julia Ormond für Faith, Hope and Charity
- 1989: (geteilt) Sam Mendes als Regisseur des Minerva Theatre, Chichester
- 1990: Sara Crowe für Private Lives
- 1991: Lia Williams für The Revengers' Comedies
- 1992: Rufus Sewell für Making It Better
- 1993: Emma Fielding für Arcadia und The School für Wives
- 1994: Rachel Weisz für Design für Living
- 1995: Victoria Hamilton für The Master Builder und Retreat

Nach 1995 wurde der Preis in den Jack Tinker Award überführt.